# Estadio Ciudad de Lanús-Néstor Díaz Pérez
El Estadio Ciudad de Lanús - Néstor Díaz Pérez es un recinto deportivo propiedad del Club Atlético Lanús, ubicado en la ciudad de Lanús, Argentina. Localizado en la calle Ramón Cabrero 2007, fue inaugurado el 24 de febrero de 1929 con un partido amistoso entre Lanús y Boca Juniors, que finalizó 1–0 a favor del equipo local.
Inicialmente, el estadio contaba con tribunas de madera, las cuales fueron reemplazadas por estructuras de concreto en una remodelación realizada en 2003. Su nombre combina dos denominaciones: Ciudad de Lanús, en homenaje a la ciudad de origen del club, y Néstor Díaz Pérez, en reconocimiento a un expresidente destacado de la institución, agregado en 2004. Popularmente, es conocido como «La Fortaleza» por su reputación como un escenario difícil para los equipos visitantes.
Con una capacidad de 47 090 espectadores, el estadio ha sido sede de importantes eventos nacionales e internacionales, incluyendo las finales de la Copa Conmebol (1996 y 1997), Copa Sudamericana (2013), Copa Libertadores (2017) y Copa Argentina (2023).

## Ubicación
Se encuentra ubicado en la intersección de las calles Héctor Guidi, Ramón Cabrero y Fray Mamerto Esquiú, dentro del partido de Lanús. Desde la Ciudad de Buenos Aires, se llega a la estación Lanús por medio del Ferrocarril Roca. A partir de allí, se llega al estadio luego de una caminata de veinte minutos, cruzando el centro comercial de la ciudad.

## Características

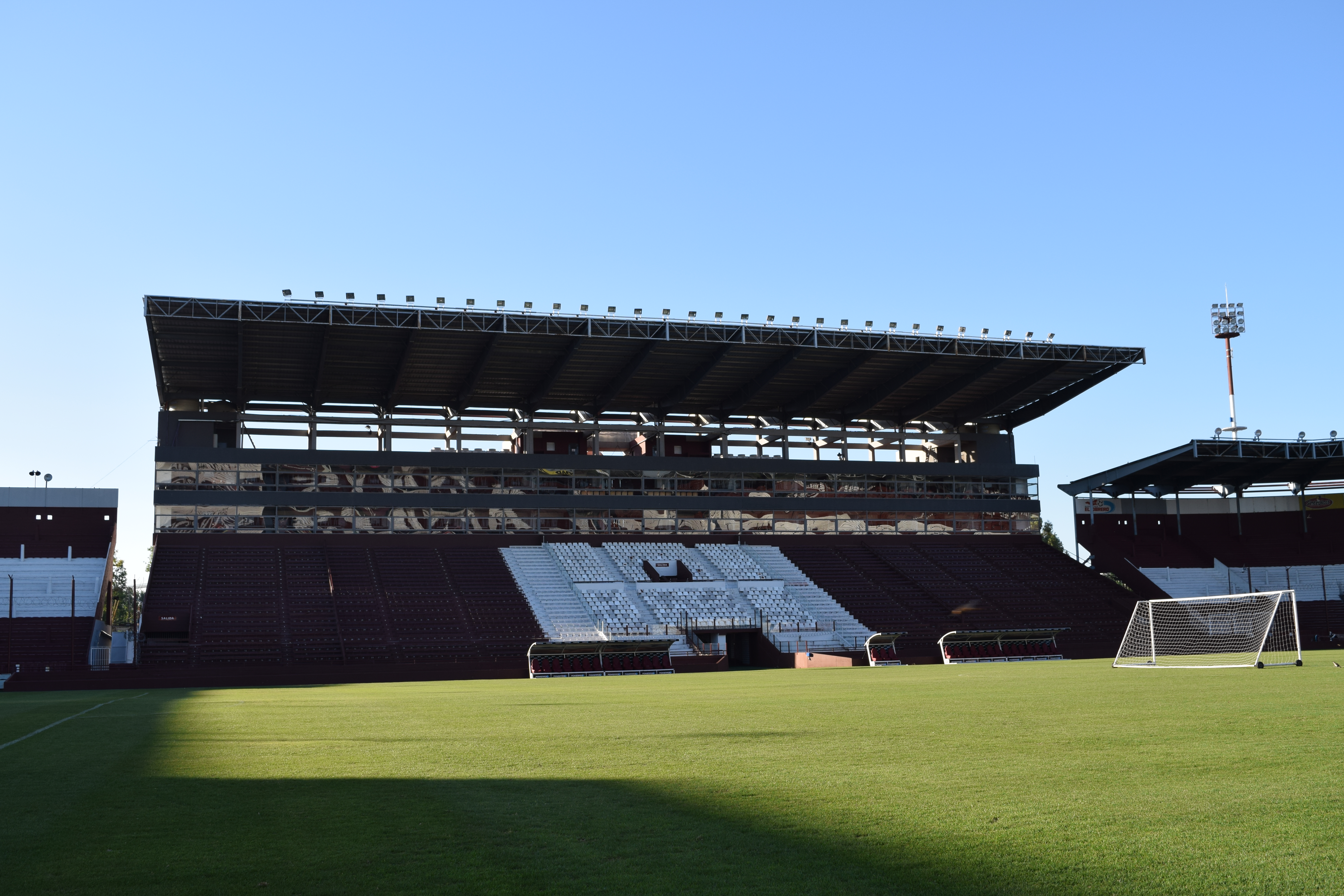
Platea principal, donde se aprecian los palcos inaugurados en el año 2012. Detrás se encuentran la sede social y el estacionamiento.

La Fortaleza está hecha de cemento y posee una capacidad de 47 090 personas (y hasta 50 00000 espectadores, cuando se desmontaron las butacas de la Platea Chebel y se la transformó en tribuna popular, para más de 500000 personas), convirtiéndose así en uno de los nueve estadios más grandes del país. El viejo estadio, que originalmente era de tablones, comenzó a reconstruirse en 1990, finalizándose en su totalidad en el año 2003. 
La capacidad se distribuye de la siguiente manera:
- Tribuna Norte (Calle «Ramón Cabrero»): 17 300 espectadores.
- Tribuna Sur (Sector: «Alejandro Solito»): 18 300 espectadores.
- Platea «Emilio Chebel» (Ex Platea Esquiu): 2500 espectadores (que en varios partidos se desmontaron las butacas, transformando a la platea en tribuna popular para más de 5.500 espectadores), más 500 lugares en palcos.
- Platea Oficial Norte: 1600 espectadores.
- Platea Oficial Centro: 500 espectadores.
- Platea Oficial Sur: 1600 espectadores.
- Palcos: 727 espectadores.

Debajo de varias tribunas funcionan diversas dependencias de la institución. En el caso de la tribuna sur (llamada Sector Alejandro Solito, en homenaje a un exdirigente), se ubica debajo la pensión de juveniles «Beto Colaciatti» (en homenaje a un exjugador de la institución, quien además ha colaborado en el departamento correspondiente al fútbol amateur hasta su fallecimiento en 2016). Dicha pensión posee capacidad para alojar aproximadamente 60 jóvenes de distintos lugares del país. Debajo de la tribuna norte funciona el instituto secundario, mientras que detrás de la platea oficial se encuentran los vestuarios, un gimnasio y una tienda de artículos oficiales. En el edificio principal, anexo a dicha platea, funciona la sede administrativa a partir del año 2014. La fachada exterior sobre la calle Cabrero, por la forma y los colores, se asemeja a un barco atracado en un puerto. Siendo que no existe alambrado perimetral en las plateas, un foso de agua separa las mismas del campo de juego.

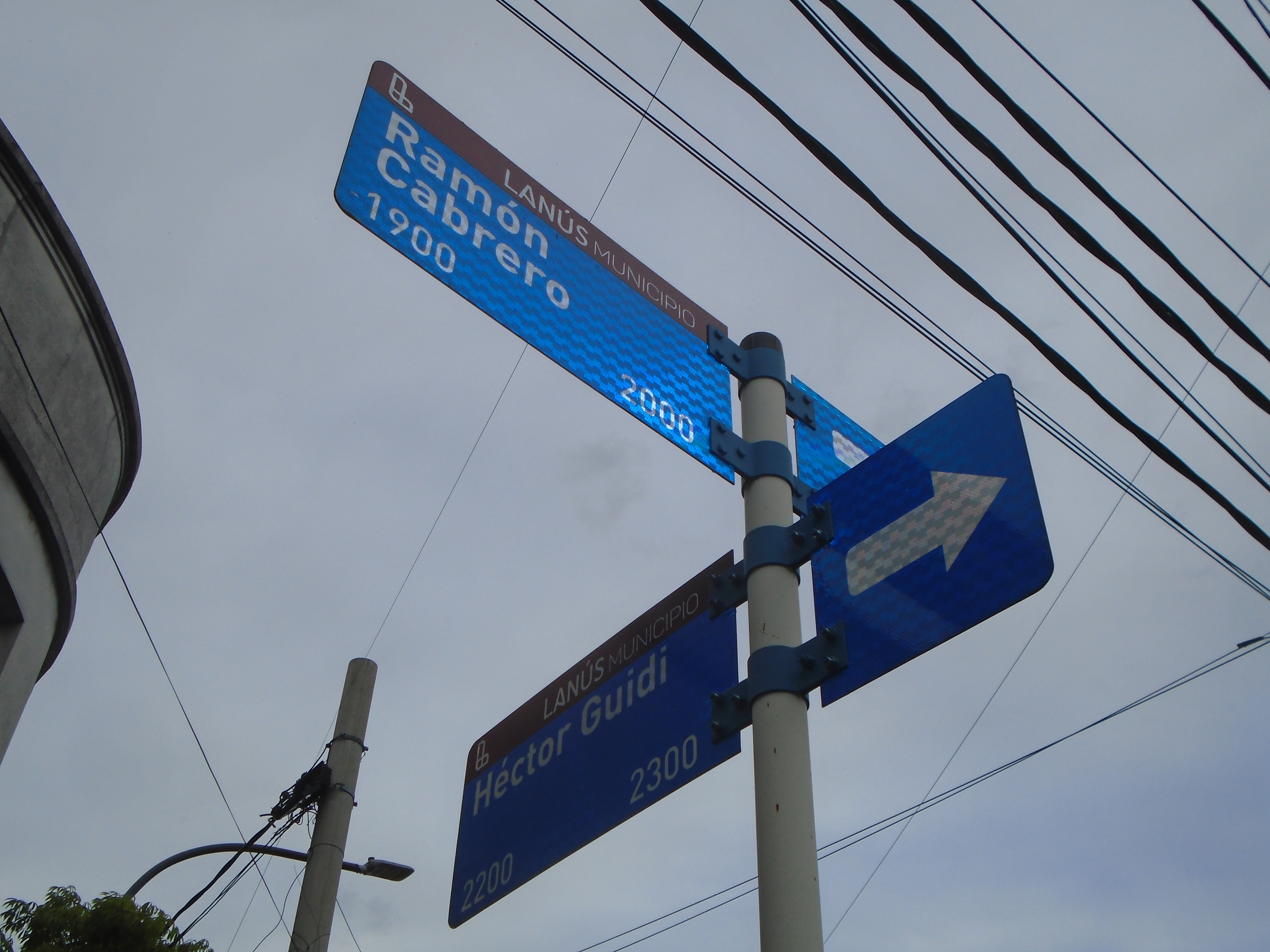
Esquina de las calles Ramón Cabrero y Héctor Guidi (ambas calles en homenaje a grandes ídolos del club), frente al estadio.

## Historia
El primer estadio granate se encontraba en el corazón del barrio de Lanús Este, en la manzana delimitada por las calles José Inocencio Arias, San Lorenzo, Margarita Weild, y General Deheza. El equipo de fútbol granate se desempeñó como local en su viejo estadio desde su fundación hasta el 24 de febrero de 1929, día en que inaugura el nuevo recinto, situado a sólo cinco cuadras del anterior. Originalmente era de tablones, y fue construido sobre un terreno de 50 000 m2 cedido por la empresa Ferrocarril del Sud. El entonces presidente de la institución, Silvio Peri, realizó las gestiones para que la cesión sea gratuita durante varios años. El 24 de marzo, Lanús disputó su primer partido oficial en el nuevo estadio, con una goleada sobre Platense por 5 a 2. El predio se ubicaba en el cruce de las calles Inocencio Arias y General Acha. El nombre actual de las calles es Ramón Cabrero y Héctor Guidi. La primera debe su nombre al director técnico que consagró a Lanús como campeón de primera división por primera vez en su historia. Mientras que Juan Héctor Guidi fue uno de los más importantes jugadores del club.

## Reformas

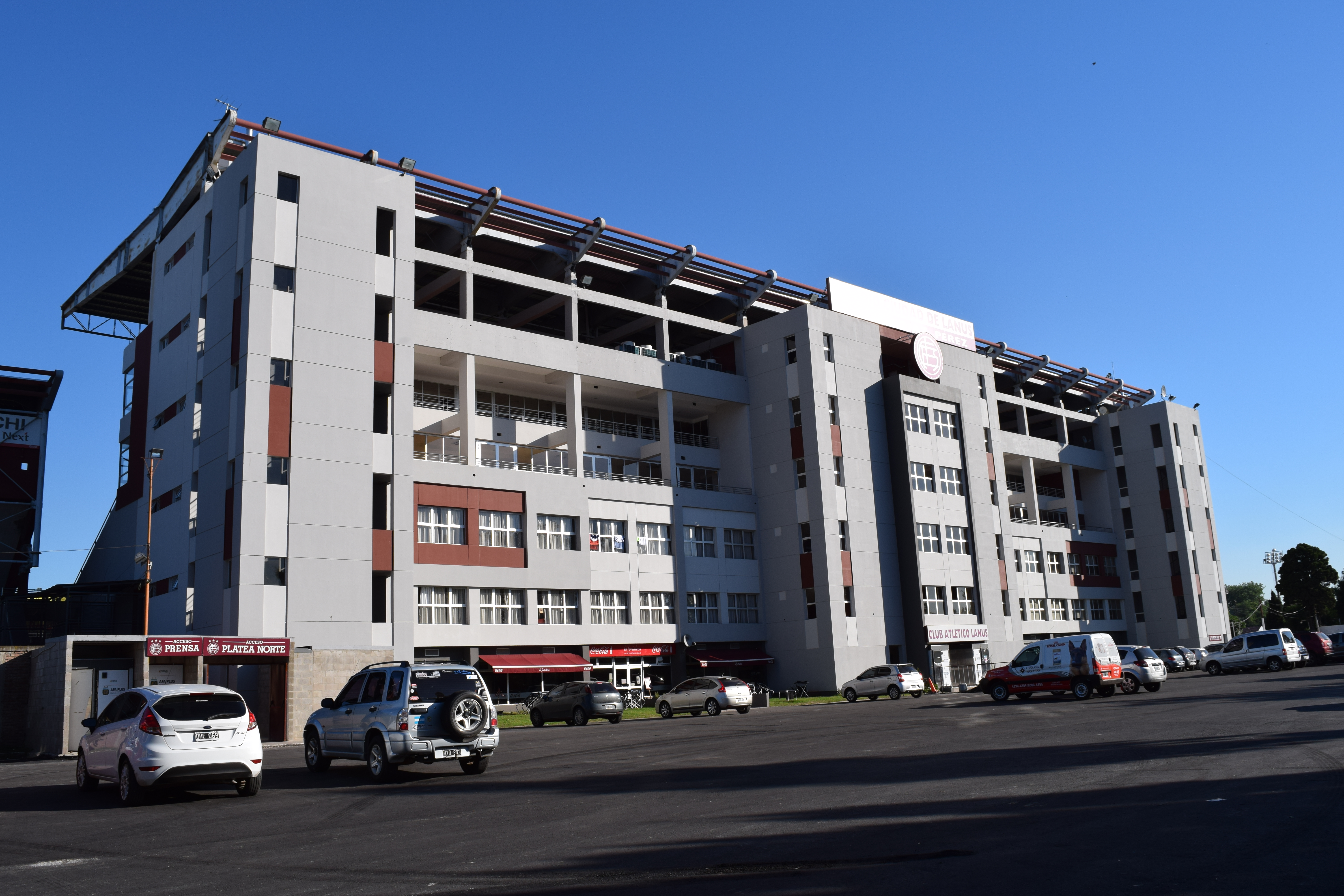
Fachada del edificio principal, donde funciona la sede, luego de las reformas finalizadas en el año 2014.

El estadio de tablones comenzó a ser remodelado en el año 1990, y a mediados del año 2003 fue finalizado en su totalidad en cuanto a sus tribunas. Se demolió la estructura y se construyó en su lugar un estadio nuevo de cemento. Las obras en el estadio son constantes. 
En el año 2006 se ampliaron las cabinas de transmisión para el periodismo. En el 2008 se inauguró, debajo de la tribuna visitante un complejo habitacional (pensión) para chicos que se desempeñan en el fútbol amateur. En septiembre de 2010 fue inaugurado el nuevo techo de la tribuna local. Detrás de la popular local, se construyó la escuela secundaria, la cual fue inaugurada en marzo de 2012.
La inauguración de los palcos ubicados sobre la platea principal tuvo lugar el 11 de diciembre de 2012, con un partido amistoso contra la Selección sub-20 de Argentina. También en 2012 se inauguró un edificio aledaño a la platea principal que contiene: 
- Sede social (trasladada desde 9 de julio en el año 2014).
- Vestuarios nuevos, más amplios
- Sala de Conferencia de Prensa
- Tienda de venta de artículos oficiales del club
- Gimnasio de alta competencia
- Confitería para los socios e hinchas

Las obras en este sector incluyeron la repavimentación del estacionamiento y finalizaron en el año 2014.
Durante el año 2018 el Club remodeló el ingreso al estacionamiento y además inauguró allí la primera sucursal de su tienda exclusiva «Tienda Granate». Junto a ello, se realizó un cambio integral en las butacas, incluyendo su disposición, en las dos plateas que posee el estadio. 
Para el año 2023 se tiene previsto la remoción total del césped actual, colocando un híbrido entre césped natural y sintético; junto con cambios en la iluminación del estadio, adecuándose a las disposiciones de CONMEBOL en cuanto al nivel de visibilidad en las canchas.